# تمثيل عشري
في علم الرياضيات التفكيك العشري هو طريقة لكتابة العدد الحقيقي الموجبة باستعمال قوى للعدد عشرة 10 (سلبية أو إيجابية). عندما تكون الاعداد صحيحة طبيعية، يتوافق التفكيك العشري مع الكتابة في القاعدة 10 وعندما تكون الاعداد عدد عشري، نحصل على تفكيك عشري محدود. عندما يكون العدد كسريا، يكون التفكيك العشري غير محدود ودوري. وأخيرا، عندما يكون العدد حقيقيا غير نسبي فالتفكيك العشري يكون غير محدود وغير دوري.
أمثلة على الكسر العشري: 4و0 ،ومثال آخر 71و3 ، ومثال ثالث لكسر عشري 5437و43
نجد أن العدد  5437و43  مكون من عدد صحيح مقداره 43
بالإضافة إلى 5 أجزاء من 10
بالإضافة إلى 4 أجزاء من 100
بالإضافة إلى 3 أجزاء من 1000
يالإضافة إلى 7 أجزاء من 10000.
مثال على كسر عشري دوري (أو غير محدود):
مثل هذا الكسر العشري الدوري يتولد عندما نقسم 1 /3 عشريا، فالنتيجة تكون : ...33333333و0 ( بلا نهاية).
التمثيل العشري لعدد حقيقي غير سالب r هو تعبير على الصورة:
{\displaystyle r=\sum _{i=0}^{\infty }{\frac {a_{i}}{10^{i}}}}
حيث:
{\displaystyle \sum } هي علامة مجموع،
و a0 عدد صحيح غير سالب، و a1,
a2, … أعداد صحيحة تحقق الشرط {\displaystyle 9\leq a_{i}\geq 0} ، وغالبا ما يكتب هذا بشكل مختصر بالشكل العشري التالي:
{\displaystyle r=a_{0}.a_{1}a_{2}a_{3}\dots .\,}
(مثال: لهذا العدد 325و7 )
(ملحوظة: نستخدم "الفاصل"في العربية (و) مثلما تستخدم في الفرنسية والألمانية ؛ أما في الإنكليزية فيستخدمون نقطة (.) للعلامة العشرية.)
يُدعى a0 الجزء الصحيح ل r. هو ليس بالضرورة محصورا بين 0 و 9, وa1, a2, a3, … هي خانات تشكل الجزء الكسري ل r.
من التعريف:
{\displaystyle r=\lim _{n\to \infty }\sum _{i=0}^{n}{\frac {a_{i}}{10^{i}}}}.

## التقريب العشري المحدود
يمكن تقريب أي عدد حقيقي إلى أي دقة مرغوبة بواسطة أعداد نسبية ذات تمثيل عشري محدود.
بفرض {\displaystyle x\geq 0}. فإنه لكل عدد صحيح {\displaystyle n\geq 1} يوجد عدد عشري محدود {\displaystyle r_{n}=a_{0}.a_{1}a_{2}\cdots a_{n}} بحيث أن:
{\displaystyle r_{n}\leq x<r_{n}+{\frac {1}{10^{n}}}.\,}
الاثبات:
لتكن {\displaystyle r_{n}=\textstyle {\frac {p}{10^{n}}}}, حيث {\displaystyle p=\lfloor 10^{n}x\rfloor }.
وعليه {\displaystyle p\leq 10^{n}x<p+1}, وبقسمة جميع الاطراف نحصل على {\displaystyle 10^{n}}. (وهي حقيقة أن {\displaystyle r_{n}} لها تمثيل عشري محدود هي سهلة الاثبات فعلا.)

## التمثيل العشري المحدود
ينتهي نشر التمثيل العشري لعدد غير سالب x بأصفار (أو تسعات) إذا وفقط إذا كان x عدد نسبي مقامه على الصورة 2n5m, حيث m وn هي أعداد صحيحة غير سالبة.
الاثبات:
إذا كان النشر العشري ل x سينتهي بأصفار، أو {\displaystyle x=\sum _{i=0}^{n}{\frac {a_{i}}{10^{i}}}=\sum _{i=0}^{n}10^{n-i}a_{i}/10^{n}}
لقيمة معينة n,
فإن مقام x سيكون على الصورة 10n = 2n5n.
وعلى نحو مضاد، إذا كان مقام x على الصورة 2n5m,
{\displaystyle x={\frac {p}{2^{n}5^{m}}}={\frac {2^{m}5^{n}p}{2^{n+m}5^{n+m}}}={\frac {2^{m}5^{n}p}{10^{n+m}}}}
لقيمة معينة p.
بينما x هي على الصورة {\displaystyle \textstyle {\frac {p}{10^{k}}}},
{\displaystyle p=\sum _{i=0}^{n}10^{i}a_{i}} لقيمة معينة n.
ولكل {\displaystyle x=\sum _{i=0}^{n}10^{n-i}a_{i}/10^{n}=\sum _{i=0}^{n}{\frac {a_{i}}{10^{i}}}},
فإن x سوف تنتهي بأصفار.

## تمثيلات عشرية قابلة للمعاودة
بعض الأعداد الحقيقية يمكن نشرها بصورة حلقة، حيث تتكرر مجموعة من خانة أو أكثر:
1/3 = 0.33333
1/7 = 0.142857142857...
1318/185 = 7.1243243243...
على الرغم من التكرار يظل هذا العدد نسبي.